# TrackMania Nations
TrackMania Nations (subintitulado Electronic Sports World Cup, comumente abreviado como ESWC) é um jogo de corrida francês desenvolvido pelo estúdio Nadeo e publicado gratuitamente pela Focus Home Interactive em 27 de janeiro de 2006, sendo parte da franquia TrackMania. Também é conhecido como TrackMania Nations Forever, nome de uma grande extensão lançada em 16 de abril de 2008 que reformou o jogo base. Nations foi desenvolvido para a competição ESWC e se destaca na franquia por ser o primeiro título a ser publicado gratuitamente pela Internet e por ter somente um ambiente jogável, Stadium, pelo qual o jogador dirige um carro de Fórmula 1 monolugar semelhante a um Ariel Atom.

## Jogabilidade
TrackMania Nations tem uma jogabilidade voltada ao arcade, típica dos jogos da franquia de que faz parte. Diferentemente de TrackMania Sunrise, lançado em 2005, Nations possui somente um modo de jogo: Race (lit.  "corrida"). Portanto, o objetivo do jogador é dirigir pelas pistas apresentadas o mais rápido que puder, podendo ganhar de uma a quatro medalhas baseando-se em seu desempenho: bronze, prata, ouro e Nadeo. Esta última é obtida nos mapas da campanha oficial, construídos pelo estúdio Nadeo, sendo também conhecida como Author Medal (lit.  "medalha do autor"). O jogador pode mover para frente, para trás, para os lados, frear e buzinar seu carro, além de poder apertar teclas que o permitem voltar a um checkpoint anterior ou recomeçar a corrida totalmente. Pode ser jogado com três controladores: teclado, gamepad e volante. A extensão Nations Forever permite que você jogue em multijogador no ambiente Stadium com aqueles jogadores que possuem TrackMania United e baixaram a extensão United Forever.

### Ambiente
Como o cerne de Nations é obter o melhor tempo possível, então só há um modelo de carro disponível, uma espécie de monolugar de Fórmula 1, semelhante a um Ariel Atom. Ele tem suspensão baixa, é rápido e possui boa aderência ao solo. Desenhado para competições, o monolugar é um pouco mais realista e técnico que os carros de outros ambientes da franquia, mas ele ainda possui uma tendência a capotar. Sua pintura é customizável, sendo destaque a presença de 53 skins com temas nacionais que são aplicadas automaticamente aos carros com base no país de origem do jogador.
Este jogo é o primeiro a introduzir o ambiente conhecido como Stadium. Como o nome indica, tem por cenário um amplo estádio multifuncional que possui vários paineis publicitários o circundando e mostrando logos da Nvidia ou relacionados ao universo TrackMania, sendo que há dois painéis digitais nas laterais propícios a mostrar propagandas in-game. Além das pistas de asfalto, Nations também permite montar trajetos envolvendo o gramado do estádio, havendo somente a iluminação diurna disponível para seu mapa. A extensão Nations Forever adicionou pistas de terra, alguns novos blocos de plataforma, a possibilidade do jogador construir percursos com cenários interiores e outros tipos de iluminação além do diurno.

### Solo e multijogador
O modo solo de TrackMania Nations conta com 90 mapas do tipo Race (lit.  "corrida"), cujo objetivo é obter o melhor tempo. Esse conjunto de pistas é chamado de Training (lit.  "treinamento") e subdividido em três níveis de dificuldade, cada nível com 30 mapas cada: Beginner (lit.  "iniciante"), Advanced (lit.  "avançado") e Expert (lit.  "especialista"). No começo, os trajetos são tão simples que mal podem ser chamados de percurso, mas à medida que o jogador avança, a dificuldade aumenta e pistas com buracos ou postes no meio do caminho começam a aparecer, bem como loops e trechos que lembram um saca-rolha. Esses mapas de dificuldade progressiva foram pensados para que os futuros competidores do campeonato ESWC pudessem treinar. Separadamente, o estúdio Nadeo também lançou mais 10 mapas conhecidos como "Pro", abreviação de profissional, e 20 mapas bônus.
TrackMania Nations Forever, quando lançado, alterou o menu, adicionou novos blocos de construção e apresentou uma nova campanha solo em relação ao jogo base, permanecendo leal ao estilo Race. Uma campanha oficial composta por 65 mapas integra a extensão, sendo que são divididos em cinco cores de dificuldade: branco, verde, azul, vermelho, preto. Quanto mais escura a cor, mais difícil, sendo que cada uma delas abarca 15 pistas, com exceção da categoria preta, na qual há apenas cinco. Nations Forever também classifica os 65 mapas da campanha tendo por base seu estilo, que pode ser um dos seguintes cinco: Acrobatic (lit.  "acrobático"), Endurance (lit.  "resistência"), Obstacle (lit.  "obstáculo"), Race (lit.  "corrida") e Speed (lit.  "velocidade").
Nations põe muita ênfase em seu modo multijogador e, como seus antecessores, possibilita três caminhos para o mesmo: jogar online, através de uma rede de área local ou em hotseat - no qual duas ou mais pessoas jogam no mesmo computador alternadamente. Nos dois primeiros caminhos, o número de jogadores não é limitado e há três modos de jogo disponíveis. Em Time Attack (lit.  "contrarrelógio"), o objetivo é alcançar o melhor tempo em um determinado período, com a possibilidade de recomeçar a qualquer momento desde o início em caso de um acidente. No modo Rounds (lit.  "rodadas"), os jogadores têm um determinado número de rodadas, nas quais só podem largar uma vez - não podem recomeçar se baterem -, para obter bons tempos e juntar pontos com base em suas colocações. O  último modo, Teams (lit.  "equipes"), é semelhante ao Rounds, só que disputado entre dois ou mais times. Em hotseat, cada jogador deve criar um perfil para poder jogar e há dois modos: Rounds e Time Attack. No primeiro, os jogadores (no máximo oito) competem na mesma pista para definir o melhor tempo, sendo que cada competidor tem um número limitado de tentativas que é representado na tela por uma barra colorida que se esvazia gradualmente. Em Time Trial, cada jogador tem um tempo predefinido para jogar e marcar um recorde.

## Desenvolvimento e lançamento
Por volta de setembro de 2004, o time que organizava a ESWC - uma competição internacional envolvendo jogos eletrônicos - abordou o estúdio Nadeo e perguntou se poderiam incluir TrackMania no campeonato. O estúdio, que até então era formado por uma pequena equipe de pessoas, disse não estar pronto ao passo que se dedicava às fases finais da produção de TrackMania Sunrise. No ano seguinte, Florent Castelnérac, fundador da Nadeo, procurou os produtores da competição e lhes propôs lançar um jogo gratuito especialmente desenhado para o esporte eletrônico. Com o acordo assinado, TrackMania Nations demorou em torno de 6 meses para ficar pronto e foi "desenvolvido em estreita colaboração com os organizadores" da ESWC, tendo sido lançado online em 27 de janeiro de 2006. O jogo foi publicado bem no começo do ano para que todos pudessem treinar para a campeonato que aconteceria meros meses depois.
Para compensar a gratuidade de Nations, desde cedo a Nadeo pensou na inclusão de propagandas interativas ao jogo, tomando vantagem de elementos disponíveis no próprio estádio em que se passa. Em abril de 2006, o estúdio fechou parceria com a IGA Worldwide - uma empresa especializada em anúncios in-game. Apesar de ser gratuito, o mecanismo de proteção contra cópia StarForce é incorporado ao jogo para evitar trapaças. Também visando a deixar Nations mais justo, os desenvolvedores procuraram fazer com que o teclado fosse um controlador tão jogável quanto o gamepad e que o estádio fosse um cenário culturalmente neutro para a competição.
A extensão TrackMania Nations Forever, que reformou o jogo base de tal sorte a parecer uma continuação e ter um tamanho de armazenamento duas vezes maior, demorou mais de um ano para ser desenvolvida. Nesse período, teve doze versões intermediárias, evoluindo principalmente graças à comunidade e cerca de 600 testadores beta. Nations Forever exibe gráficos em estereoscopia anaglífica que podem ser visualizados com óculos 3D. Para garantir esses óculos para quem baixou a extensão online, a Focus Home Interactive publicou em maio de 2008 uma revista dedicada a bastidores e entrevistas chamada TrackMania, le magazine officiel,  a qual os óculos acompanham.